# Pipizella barkalovi
Pipizella barkalovi är en tvåvingeart som beskrevs av Violovitsh 1981. Pipizella barkalovi ingår i släktet rotlusblomflugor, och familjen blomflugor. Inga underarter finns listade i Catalogue of Life.